# Articulation interphalangienne de la main
Les articulations interphalangiennes de la main sont les articulations qui unissent les phalanges de la main.

## Description
Chaque doigt, sauf le pouce, possède deux articulations interphalangiennes :
- une articulation interphalangienne proximale entre la phalange proximale et la phalange moyenne,
- une articulation interphalangienne distale entre la phalange moyenne et la phalange distale.

Le pouce n'a qu'une articulation interphalangienne entre la phalange proximale et la phalange distale.
Anatomiquement, les articulations interphalangiennes proximale et distale sont très similaires. Il existe quelques différences mineures dans la façon dont les plaques palmaires sont attachées de manière proximale et dans la segmentation de la gaine du tendon fléchisseur, mais les différences majeures sont une plus petite taille et une mobilité réduite de l'articulation distale.
Les articulations interphalangiennes sont des ginglymes.

### Surfaces articulaires
Les surfaces articulaires sont constituées d'une trochlée sur les têtes des phalanges et de deux cavités glénoïdes sur les bases des phalanges.
Les plaques palmaires agrandissent les cavités glénoïdes à l'avant.

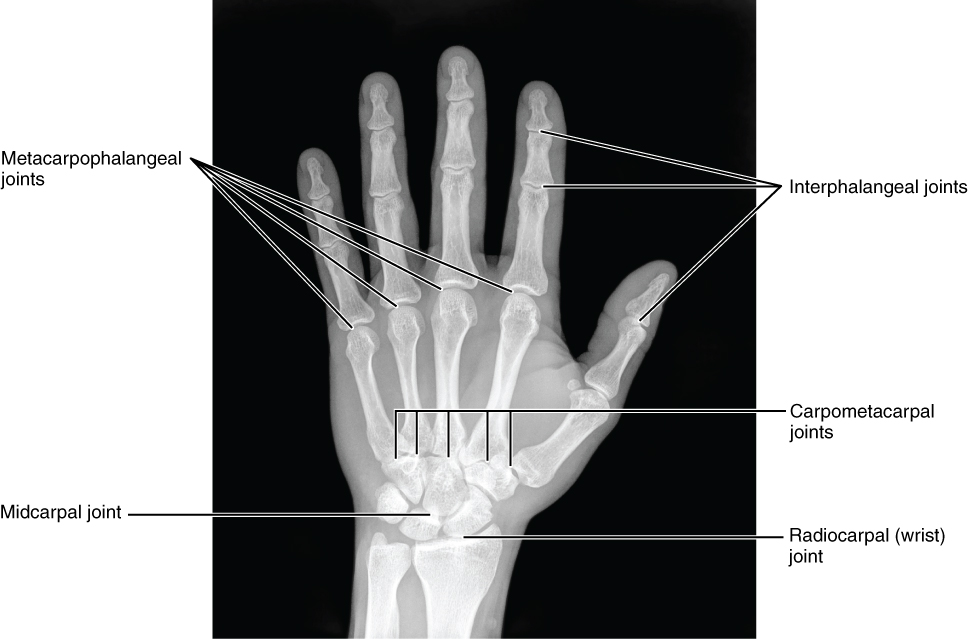
Articulations de la main, radiographie.

### Moyens d'union
Les articulations interphalangiennes sont maintenues par une capsule articulaire fines et lâche à l'arrière et épaisse à l'avant pour limiter l'hyperextension.
Chaque articulation interphalangienne possède à l'avant une plaque palmaire et deux ligaments collatéraux : un médial et un latéral.
Les ligaments collatéraux sont composés de deux faisceaux :
- un faisceau principal qui relie le tubercule latéral ou médial de la tête de la phalange la plus proximale aux tubercule respectif de la tête de la phalange la plus distale,
- un faisceau accessoire qui s'insère au même niveau que le faisceau principal mais se termine sur le bord latéral de la plaque palmaire.

La plaque palmaire épaisse de 2 à 3 mmm renforce à l'avant la capsule articulaire. Son insertion proximale est en forme de U inversé. Son insertion distale s'insère sur la face palmaire de la tête de la phalange. Elle est renforcée par du tissu fibrocartilagineux.

## Anatomie fonctionnelle
Les articulations interphalangiennes ont un degré de liberté et ne permettent que le mouvement de flexion/extension.
L'articulation proximale permet une flexion de 100 à 120°, la distale de 80°. L'extension est limitée à 5°.
L'articulation proximale possède une grande stabilité latérale grâce à son diamètre transversal supérieur à son diamètre antéro-postérieur et ses épais ligaments collatéraux tendus dans toutes les positions lors de la flexion, contrairement à ceux des articulations métacarpo-phalangiennes.

### Motricité musculaire
Les muscles qui génèrent ces mouvements sont :
|        | Flexion | Extension |
| ------ | --- | --- |
| doigts | le muscle fléchisseur profond des doigts agissant sur les articulations proximales et distales, et le muscle fléchisseur superficiel des doigts agissant sur les articulations proximales | principalement par les muscle lombricaux et interosseux de la main. Les muscles extenseurs des doigts n'ayant que peu ou pas d'action sur ces articulations |
| pouce  | le muscle long fléchisseur du pouce | le muscle long extenseur du pouce |

## Aspect clinique
Les articulations interphalangiennes sont exposées à des luxations et à des entorses, les plus touchées étant les proximales. Elles peuvent entraîner une lésion de la plaque palmaire.
La polyarthrite rhumatoïde épargne généralement les articulations interphalangiennes distales. Par conséquent, l'arthrite des articulations interphalangiennes distales suggère plutôt une arthrose ou un rhumatisme psoriasique.